# Biréli Lagrène
Biréli Lagrène, né le 4 septembre 1966 à Soufflenheim dans le Bas-Rhin en Alsace dans une famille d'origine manouche, est un guitariste de jazz français.

## Biographie
Biréli Lagrène commence l’apprentissage de la guitare dès l'âge de quatre ans. Il est initié à la musique par son père, Fiso Lagrène, un guitariste fameux des années 1930, et par son frère. Il se plonge dans le swing gitan de Django Reinhardt : « Tout gamin… je remettais les disques sans cesse, jusqu'à ce que j'arrive à le refaire. Par la suite, j'ai compris qu'il valait mieux respecter les grands guitaristes que les imiter. » Le jeune guitariste devient rapidement un prodige et à l'âge de quatorze ans remporte le premier prix du festival de musique tzigane de Strasbourg. Biréli Lagrène rencontre Stéphane Grappelli en 1979 entre deux sets d’un concert et lui joue quelques phrases à la guitare. Grappelli l'invite immédiatement sur scène et termine le concert avec lui.
Pendant son adolescence, Biréli Lagrène participe à plusieurs tournées européennes et joue avec de nombreuses têtes d’affiches comme Benny Carter, Niels-Henning Ørsted Pedersen et d’autres.
Si les premiers albums sont très proches du style de Reinhardt, le jeune Biréli Lagrène élargit rapidement ses influences avec Wes Montgomery, George Benson, Jimi Hendrix et s’intéresse au rock, et plus précisément au jazz fusion, style alors en plein essor. Outre de nombreuses collaborations, Biréli Lagrène est aussi un remplaçant de luxe, occupant la place d’Eric Clapton le temps d’une éphémère reformation de Cream, ou bien suppléant John McLaughlin dans le trio d’Elvin Jones.
En 1985, dans un club de New York, Biréli Lagrène rencontre le bassiste Jaco Pastorius, qui l’invite sur scène et les deux musiciens jouent alors jusqu’au petit matin. Pastorius l'accompagne pour une tournée européenne en 1986, que retrace notamment l’album Stuttgart Aria. Sous l’impulsion du bassiste, Biréli Lagrène devient un excellent bassiste lui-même et hésite à adopter définitivement l’instrument ; on peut parfois le voir jouer sur la même jazz bass fretless que Jaco pendant un concert,,. En 1989, Biréli Lagrène rejoint Al Di Meola et Larry Coryell pour former un super-trio de guitaristes – qui évoque ceux avec John McLaughlin ou Paco de Lucia. On le voit également jouer avec Babik Reinhardt, adepte d'un jazz plus américain et de fusion.

En studio, Biréli Lagrène explore différentes voies d'inspiration : un style jazz fusion pour les albums Inferno (1988), Foreign Affairs (1989) et My Favorite Django (1995), un passage acoustique sur Acoustic Moments (1990), ou une réinterprétation de standards sur Standards (1992). En 1994 il joue en trio avec André Ceccarelli et Chris Minh Doky, auxquels s'ajoute Maurice Vander pour l’album Blue Eyes (1998), hommage à Frank Sinatra, autre idole de Biréli, qui chante lui-même sur cet album.

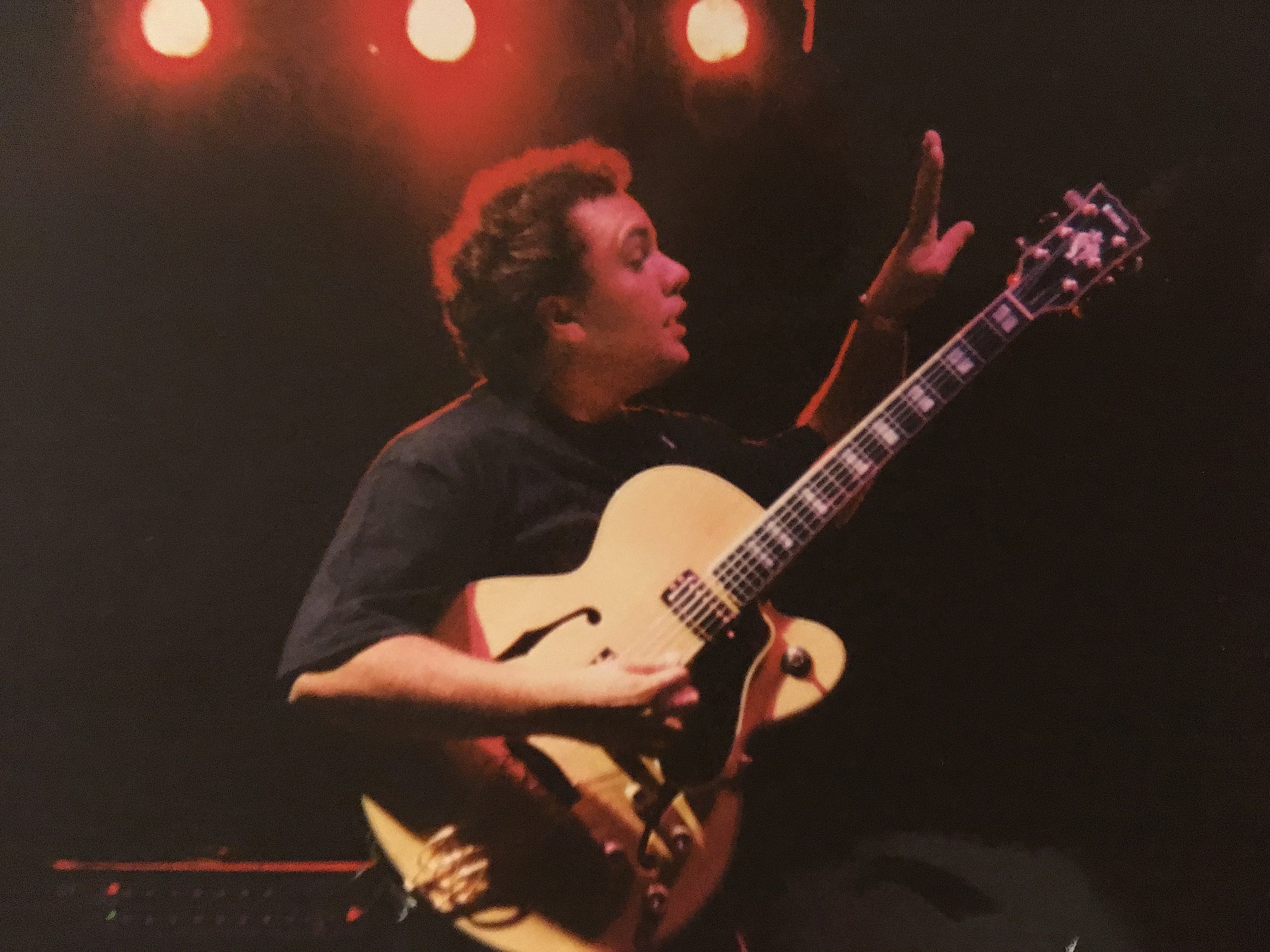
Biréli Lagrène en août 1993 à Strasbourg

En 1999 sort Duet, un duo avec le guitariste français Sylvain Luc qui marque le début d’une longue collaboration avec de nombreux concerts et un deuxième album dix ans plus tard (Summertime). Avec Dennis Chambers et Dominique Di Piazza, Biréli Lagrène forme ensuite « Front Page » qui enregistre un album du même nom et obtient un prix aux Victoires de la musique en 2001.

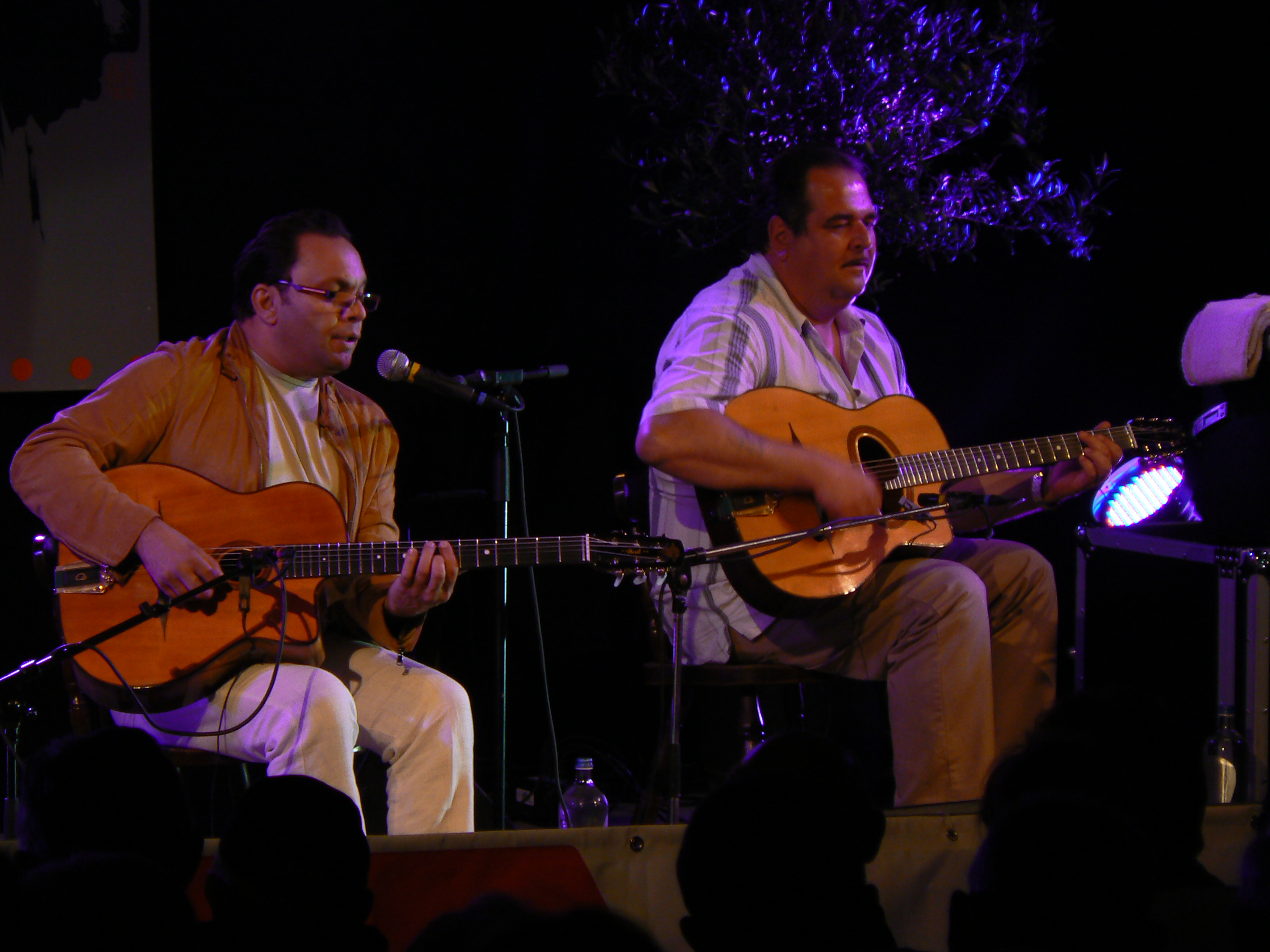
Le Gipsy Project de Biréli Lagrène avec Hono Winterstein au Jazz & Blues Festival de Gouvy en 2008

En 2001, Biréli Lagrène retourne à ses racines en démarrant le Gipsy Project, qui reprend la même formation que le célèbre quintet du Hot Club de France emmené par Django Reinhardt et Stéphane Grapelli. Deux albums, Gipsy Project et Gipsy Project and Friends, en sortent. En 2004, le violon de Florin Niculescu est remplacé par les saxophones de Franck Wolf pour les albums Move et Just The Way You Are.
En 2002, Biréli Lagrène participe à la tournée de Henri Salvador. On le retrouver sur l'album live Performance!, où il exécute notamment un solo.

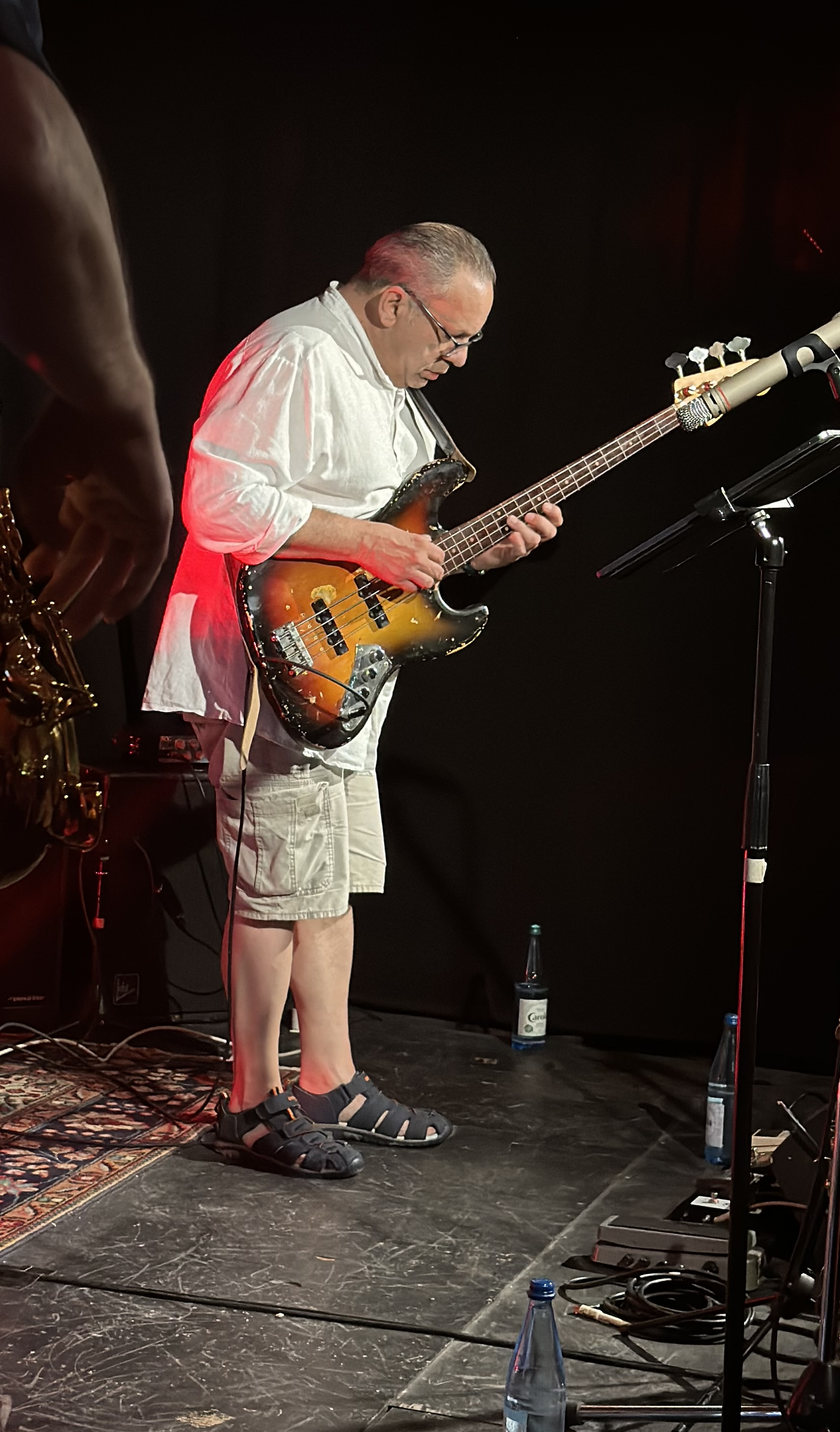
Biréli Lagrène à Strasbourg le 20 juin 2025

En 2006, le guitariste sort deux albums aux concepts nouveaux pour lui : un album solo avec To Bi or not to Bi et album avec le WDR Big Band de Cologne Djangology. Biréli entretient également au fil des années une relation musicale et fraternelle avec le Rosenberg Trio en tant qu'invité, en tournée ou sur leur disque Djangologists ; idem avec Didier Lockwood, Richard Galliano ou encore André Ceccarelli.

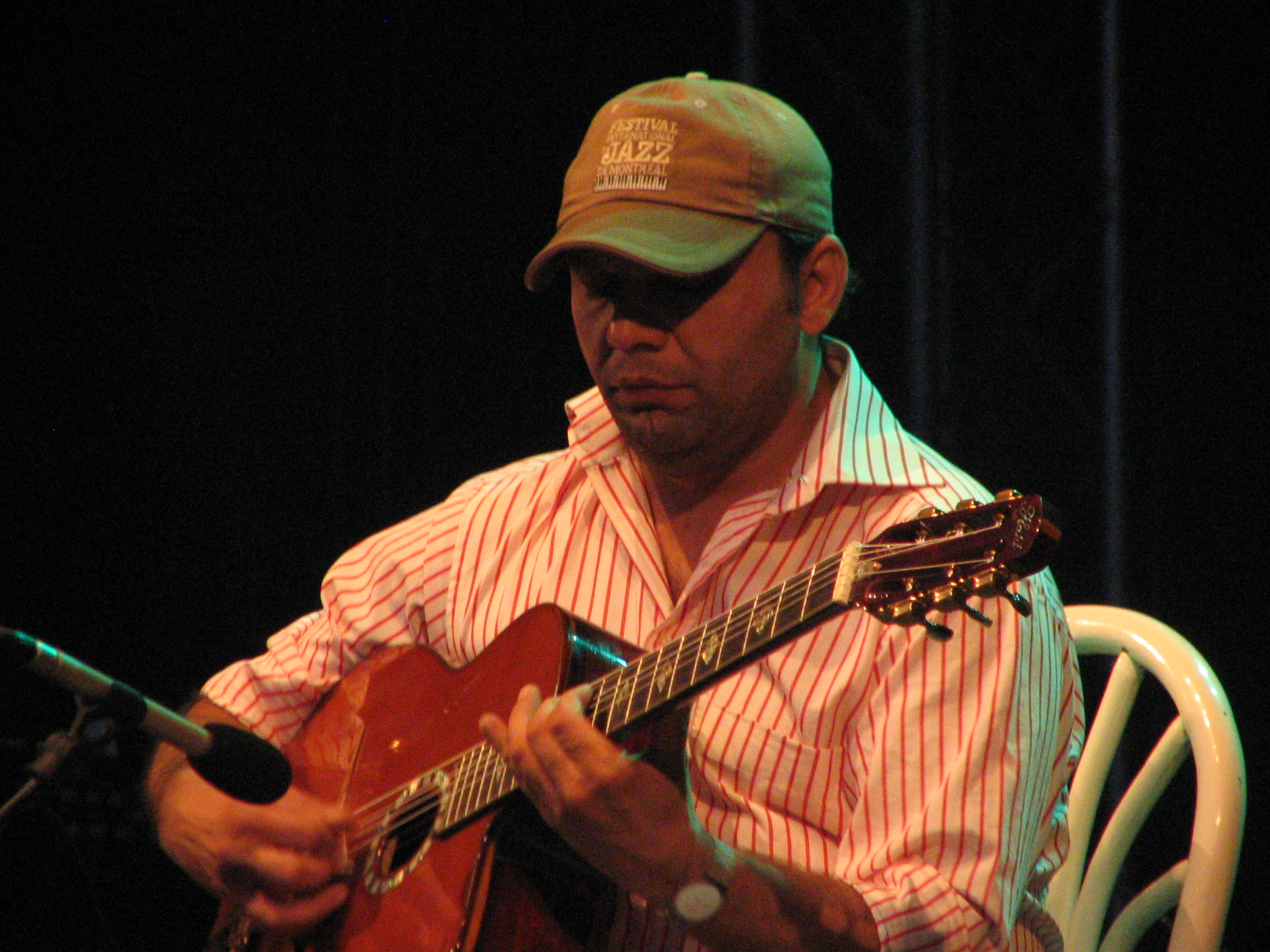
Biréli Lagrène, à Laimont (Meuse) en 2006

En 2008, Biréli Lagrène retourne au jazz fusion avec Electric Side qui reprend de nombreuses compositions des albums Inferno (1988) et Foreign Affairs (1989) en essayant de mettre la musique au goût du jour avec notamment la présence d’un DJ,. Il revient au jazz manouche avec Gipsy Trio en 2009 où il retrouve Diego Imbert à la contrebasse et Hono Winterstein à la guitare rythmique auquel s'adjoint le saxophoniste Franck Wolf. 2010 voit apparaitre sur scène le Biréli Lagrène Trio avec Jürgen Attig à la basse et Franck Wolf.
Le guitariste change une nouvelle fois de formation en 2012 et opte pour un quartet guitare–saxophone–batterie–orgue Hammond, toujours avec Franck Wolf qui explore un jazz post-bop teinté de funk et de rock, dans l’album Mouvements. Biréli Lagrène alterne le Gypsy Project et le quartet, avec la particularité de jouer sur une guitare électrique (une Yamaha Pacifica, guitare type Stratocaster) dans les deux styles. Il explique d'ailleurs qu'aujourd'hui, il lui faut retravailler de temps en temps la guitare acoustique type manouche pour retrouver toutes ses sensations.
En 2012, Biréli Lagrène est fait chevalier de l’Ordre des Arts et des lettres.
Depuis 2015, Biréli Lagrène tourne de temps en temps avec le quartet du pianiste Antonio Faraò et dans le Gipsy Project, dont William Brunard est le nouveau contrebassiste.
En 2022, Biréli Lagrène crée le "Power Trio" avec William Brunard à la contrebasse et Raphaël Pannier à la batterie.
En 2022, Biréli Lagrène enregistre un album solo largement improvisé, Solo Suites, 17 titres dont plusieurs reprises (Caravan de Duke Ellington, My Foolish Heart, Put Your Dreams Away popularisé par Frank Sinatra, Angel from Montgomery de John Prine…). Sa fille Zoé Lagrène le rejoint sur le dernier titre, soutenue par une basse Fender,,.
En 2023 parait Biréli Lagrène plays Loulou Gasté, un album sur lequel il joue façon jazz manouche des chansons écrites par Loulou Gasté. C'est Line Renaud, la veuve du compositeur, qui a proposé l'idée au guitariste. Il est accompagné de Hono Winterstein à la guitare rythmique et de Diego Imbert à la contrebasse. La pochette est signée par Ludovic Debeurme,.

## Vie privée
« Biréli n’est pas de nature bavarde mais il pratique l’alsacien avec une grande aisance : c’est sa langue maternelle. »
« Être ou ne pas être manouche…? C'est à la fois un univers musical et un style de vie faits d'ambiances tantôt festives, tantôt déchirantes. Mais il y a beaucoup de musiciens, comme Thomas, qui n'ont pas vécu dans ce monde et qui se le sont approprié. Ils font partie de la famille. Sauf qu'ils n'ont jamais été victime du racisme et ils ont moins de difficulté à se fondre dans d'autres genres. Je déteste être confiné dans la case “musicien manouche”. »
Biréli Lagrène a deux enfants. La plus jeune, Zoé Lagrène, née en octobre 1993 et chanteuse de profession, interprète d’une voix puissante et chaleureuse « Angel From Montgomery » sur l’album Solo Suites (2022) accompagnée par son père à la guitare et à la basse. Ce titre fut salué à plusieurs reprises par la presse française. (Le Monde, Libération, DNA) 
Depuis début 2025, Zoé Lagrène se produit sur scène avec son duo de style Americana folk, Tangerine Mist.

## Discographie

### Albums enregistrés en studio
- 1981 : Bireli Swing ’81
- 1982 : Fifteen
- 1986 : Biréli Lagrène Special guests avec Larry Coryell et Miroslav Vitouš (Jazzpoint JP 1018)
- 1987 : Inferno (Blue Note)
- 1988 : Foreign Affairs (Blue Note)
- 1990 : Acoustic moments (Blue Note)
- 1992 : Standards (Blue Note)
- 1995 : My Favorite Django (Dreyfus Jazz)
- 1998 : Blue Eyes (Dreyfus Jazz)
- 2000 : Front Page, avec Dennis Chambers et Dominique Di Piazza (Universal Music France)
- 2001 : Gipsy Project (Dreyfus Jazz)
- 2002 : Gipsy Project & Friends, avec Thomas Dutronc (Dreyfus Jazz)
- 2004 : Move
- 2006 : To Bi or not to Bi, en solo (Dreyfus Jazz)
- 2007 : Just the Way You Are (Dreyfus Jazz)
- 2008 : Electric Side (Dreyfus Jazz)
- 2009 : Gipsy Trio (Dreyfus Jazz)
- 2012 : Mouvements (Universal Music)
- 2018 : Storyteller, avec Larry Grenadier et Mino Cinelu (Naïve)
- 2022 : Solo Suites (PeeWee!)[23]
- 2023 : Biréli Lagrène plays Loulou Gasté (Dreyfus Jazz)

### Albums enregistrés en concert
- 1980 : Routes to Django, Live at the Krokodil, avec le Biréli Lagrène Ensemble (Jazzpoint)
- 1984 : Live at the Carnegie Hall (Jazzpoint)
- 1985 : Live with Vic Juris
- 1994 : Live in Marciac (Dreyfus Jazz)
- 2006 : Djangology, avec Big Band WDR de Cologne (Dreyfus Jazz)

### Albums en collaboration
- 1999 : Duet, avec Sylvain Luc (Dreyfus Jazz)
- 2003 : Dreyfus Night in Paris, avec Marcus Miller, Michel Petrucciani, Lenny White et Kenny Garrett (enregistré en 1994, Dreyfus Jazz)
- 2009 : Summertime, avec Sylvain Luc (Dreyfus Jazz)
- 2015 : D-Stringz, avec Jean-Luc Ponty et Stanley Clarke (Impulse!)
- 2017 : Tribute to Stéphane & Django, avec Roby Lakatos (Avanti Jazz)

### Collaborations
Avec Jaco Pastorius
- 1986 : Heavy'n Jazz
- 1986 : Stuttgart Aria
- 1986 : Live in Italy

Avec Mike Reinhardt
- 1988 : Choukar (sur deux titres)

Avec Richard Galliano
- 1993 : Viaggio (Dreyfus Jazz)
- 1996 : New York Tango

Avec Rosenberg trio
- 1997 : The One And Only (Jimmy Rosenberg)
- 2010 : Djangologists

Avec Larry Coryell
- 1997 : Spaces Revisited

Avec Didier Lockwood
- 2000 : Tribute to Stéphane Grapelli

Avec André Ceccarelli Trio
- 2005 : Avenue des Diables blues (	Dreyfus Jazz)

Avec Sara Lazarus
- 2005 : Give me the simple life (Dreyfus Jazz)
- 2006 : It's all right with me (Dreyfus Jazz)

Avec Joscho Stephan
- 2015 : Guitar Heroes (MGL Musik Produktion)

Avec André Charlier, Benoît Sourisse et Multiquarium Big Band
- 2020 : Remembering Jaco (Naïve)

### Vidéographie
- 1990 : The Super Guitar Trio And Friends, avec Al Di Meola et Larry Coryell
- 1998 : Spaces Revisited - Live In Hamburg 1998, avec Larry Coryell, Richard Bona et Billy Cobham
- 2004 : Biréli Lagrène & Gypsy Project Live in Paris
- 2004 : Biréli Lagrène & Friends : Live Jazz à Vienne. L’intégrale du concert donné en 2002 par Biréli Lagrène et les meilleurs jazzmen manouche.
- 2005 : Django – A Jazz Tribute, avec Babik Reinhardt
- 2007 : Super Guitar Trio Live At Montreux 1989, avec Larry Coryell et Al Di Meola